# 犬山料金所
犬山料金所（いぬやまりょうきんじょ）とは、愛知県犬山市にある有料道路「尾張パークウェイ」に存在した料金所である。
尾張パークウェイの無料開放（2008年（平成20年）6月20日から）に伴い、2008年（平成20年）6月19日で収受業務を終了した。

## 料金所
下記は有料道路であったころの内容。

### 犬山方面
- レーン数：1（一般のみ）

### 今井方面
- レーン数：2（一般のみ）

## 隣
尾張パークウェイ
犬山IC - 犬山料金所 - 清水IC